# Makszim Alekszandrovics Opalev
Makszim Alekszandrovics Opalev (oroszul: Максим Александрович Опалев; Volgográd, 1979. április 4. –) orosz síkvízi kenus. Opalev eddig 3 olimpián vett részt, ezeken a teljes éremkollekciót megnyerte, 2000-ben ezüst-, 2004-ben bronz, 2008-ban pedig aranyérmet szerzett.
A kajak-kenu világbajnokságokon összesen 18 érmet szerzett, ebből 10 arany, 6 ezüst és 2 bronz. 2003-ban nyert további két aranyérmet, de társával, Szergej Uleginnel együtt megbuktak a doppingellenőrzésen, ezért ezt a 2 érmet elvették tőlük.